# Tetragnatha scopus
Tetragnatha scopus este o specie de păianjeni din genul Tetragnatha, familia Tetragnathidae, descrisă de Chamberlin, 1916.
Este endemică în Peru. Conform Catalogue of Life specia Tetragnatha scopus nu are subspecii cunoscute.